# Chloroclystis spinosa
Glaucoclystis spinosa là một loài bướm đêm trong họ Geometridae.